# Calophyllum nubicola
Calophyllum nubicola är en tvåhjärtbladig växtart som beskrevs av W.G. D'arcy och R.C. Keating. Calophyllum nubicola ingår i släktet Calophyllum och familjen Calophyllaceae. Inga underarter finns listade i Catalogue of Life.